# Регіони Венесуели
Венесуелу поділяють на два види регіонів: географічні (природні) та адміністративні. Географічні регіони розмежовано за природними критеріями, а адміністративні регіони утворено з метою управління, ними керують органи місцевого самоврядування.

## Географічні (природні) регіони

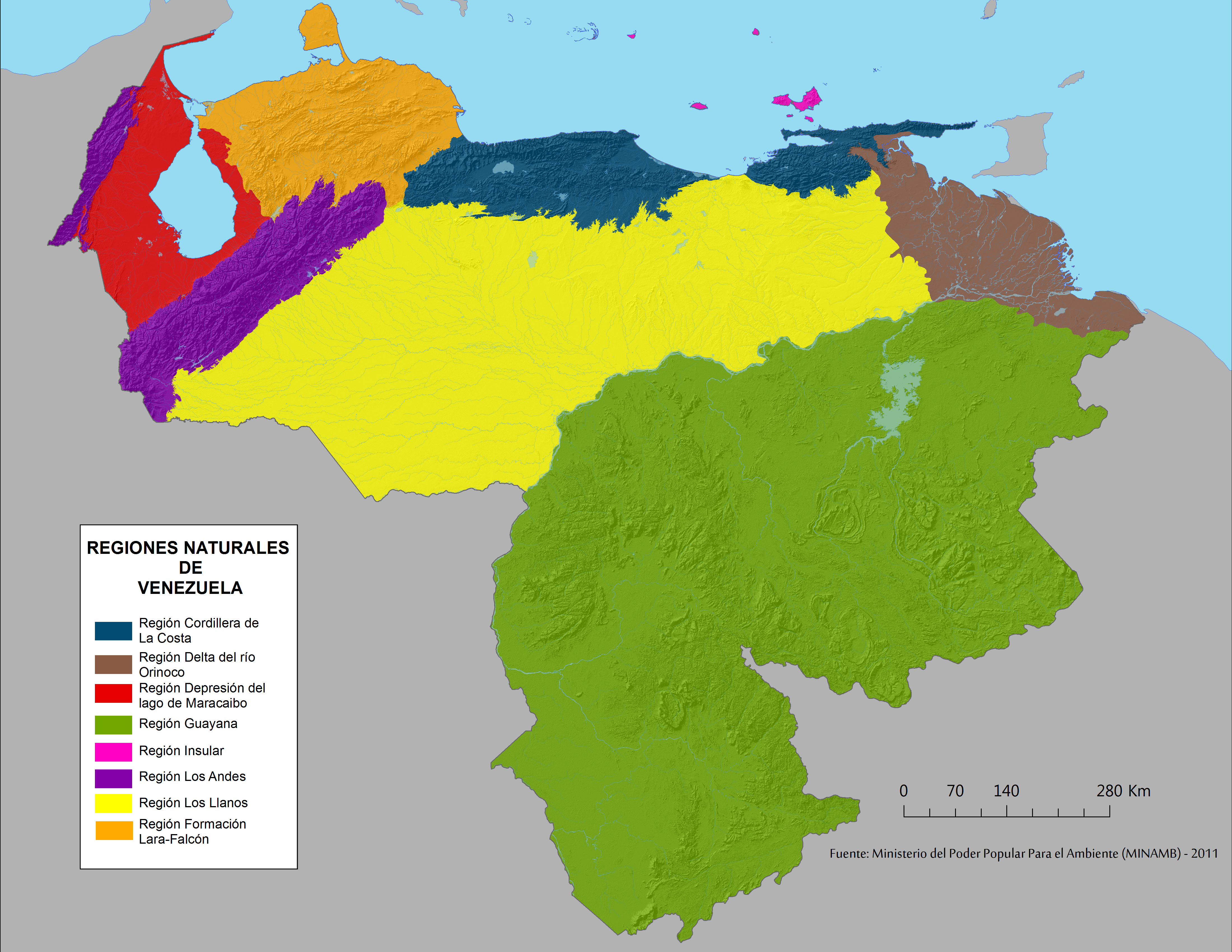
Природні регіони Венесуели

Завдяки природній структурі, Венесуелу можна поділити на вісім географічних природних регіонів. Групи природних регіонів Венесуели сформувалися як наслідок об'єднання геофізичних елементів, таких як: геологічна будова, рельєф, клімат, гідрографія, рослинність, ґрунти тощо.
Географічними регіональними групами, що складають венесуельську територію, є:
- Природний регіон Анд
- Природний регіон Карибської гірської системи
- Природний регіон Гаяни
- Острівний природний регіон
- Природний регіон гірської системи Лара-Фалкон
- Природний регіон Лос-Льянос
- Озеро Маракайбо
- Природний регіон дельти Ориноко

## Адміністративні регіони

Адміністративні регіони Венесуели :
Сулійський
Гаянський
Центральний
Центрально-західний
Острівний
Андський
Східний
Ланоський

Штати Венесуели, столичний округ і федеральні залежні території згруповано в адміністративні регіони на підставі референдуму 1969 року, який інституціоналізував процес розвитку регіонів. Створені регіони модифікувалися до досягнення їхньої нинішньої форми.
| Адміністративний регіон    | Населення(2005 рік) | Площа       | Штати                                            |
| -------------------------- | ------------------- | ----------- | ------------------------------------------------ |
| Андський регіон            | 3 911 278           | 56,700 км²  | Баринас, Мерида, Тачира, Трухільйо та місто Паес |
| Столичний регіон           | 4 687 002           | 9,879 км²   | Міранда, Варгас, Столичний округ Венесуели       |
| Центральний регіон         | 3 851 290           | 26,464 км²  | Арагуа, Карабобо, Кохедес                        |
| Центрально-західний регіон | 3 703 675           | 66,900 км²  | Фалькон, Лара, Португеса, Яракуй                 |
| Гаянський регіон           | 1 776 545           | 458,344 км² | Болівар, Амазонас, Дельта-Амакуро                |
| Острівний регіон           | 439 900             | 1,492 км²   | Нуева-Еспарта, Федеральні володіння              |
| Ланоський регіон           | 1 181 650           | 141,486 км² | Апуре (без міста Паес), Гуаріко                  |
| Східний регіон             | 3,165,217           | 84,030 км²  | Ансоатегі, Монагас, Сукре                        |
| Сулійський регіон          | 3 520 376           | 63 100 км²  | Сулія                                            |

Зауваження: площу території муніципалітету Паес тут неправильно враховано, як належну до Ланоського, а не до Андського регіону.